# Pere Portabella

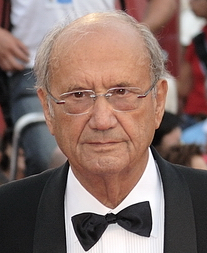
Pere Portabella (2009)

Pere Portabella (* 1927 in Figueres) ist ein spanischer Filmemacher.
Ab 1960 betätigte er sich als Filmproduzent, darunter für Luis Buñuels Viridiana und Carlos Sauras Die Straßenjungen. Ab 1968 erschien mit Nocturno 29 sein erster Langfilm als Regisseur. In seinen Arbeiten mixt er dokumentarische Aufnahmen mit fiktiven Szenen. Neben den Langfilmen fertigte er auch eine Reihe von experimentellen Kurzfilmen an. Ein langjähriger Partner von ihm war der Musiker und Konzeptkünstler Carles Santos Ventura. Portabella versuchte eine alternative Filmwelt zu erschaffen, jenseits von Zerstreuung und Gewinnstreben.
Von 1977 bis 1988 war Portabella Abgeordneter im katalanischen Parlament.

## Filmografie
- 1960: Die Straßenjungen (Los golfos)
- 1968: Nocturno 29
- 1970: Cuadecuc, vampir
- 1972: Gantants 72
- 1974: El sopar
- 1977: Informe general
- 1990: Pont de Varsòvia
- 2007: Die Stille vor Bach